# Cuevas de San Clemente
Cuevas de San Clemente es un municipio y villa española, código INE-009, en el partido judicial de Lerma, comarca de Arlanza, provincia de Burgos, comunidad autónoma de Castilla y León. Tiene un área de 13,26 km².
Es la localidad natal del famoso artista, pionero de la abstracción expresionista en España, Modesto Ciruelos.

## Geografía
Integrado en la comarca del Arlanza, se sitúa a 29 kilómetros de Burgos. El término municipal está atravesado por la carretera N-234, entre los pK 463 y 465, además de por la carretera provincial BU-901, que se dirige hacia Covarrubias, y una carretera local que permite la comunicación con Cubillo del César. 
El relieve del municipio está definido por un altiplano en el que sobresale el Alto de Las Rozas (1149 metros) y Monte Mayor (1107 metros). El río de la Vega hace de límite por el sur con Mecerreyes. La altitud oscila entre los 1149 metros (Alto de Las Rozas) al norte y los 970 metros al sur. El pueblo se alza a 1033 metros sobre el nivel del mar. 
| Noroeste: Comunidad de Cubillo del Campo y Hontoria de la Cantera y Cubillo del Campo | Norte: Cubillo del Campo y Los Ausines (exclave) | Nordeste: Los Ausines (exclave)       |
| Oeste: Madrigal del Monte y Cubillo del Campo (exclave)                               |                                                  | Este: Mambrillas de Lara y Mecerreyes |
| Suroeste: Mecerreyes                                                                  | Sur: Mecerreyes                                  | Sureste: Mecerreyes                   |

### Naturaleza
El 11 % de su término (141.83 Hectáreas) queda afectado por la ZEPA Sabinares del Arlanza, donde destacan las siguientes especies: Buitre Leonado (Gyps fulvus); y Alimoche (Neophron percnopterus).

## Demografía
Cuevas de San Clemente cuenta con una población de 45 habitantes (INE 2024).
| Gráfica de evolución demográfica de Cuevas de San Clemente entre 1842 y 2021                                          |
| |
| Población de derecho según los censos de población del INE. Población de hecho según los censos de población del INE. |

| 1991 |  | 1996 |  | 2001 |  | 2004 |
| ---- |  | ---- |  | ---- |  | ---- |
| 72   |  | 70   |  | 68   |  | 59   |

## Patrimonio

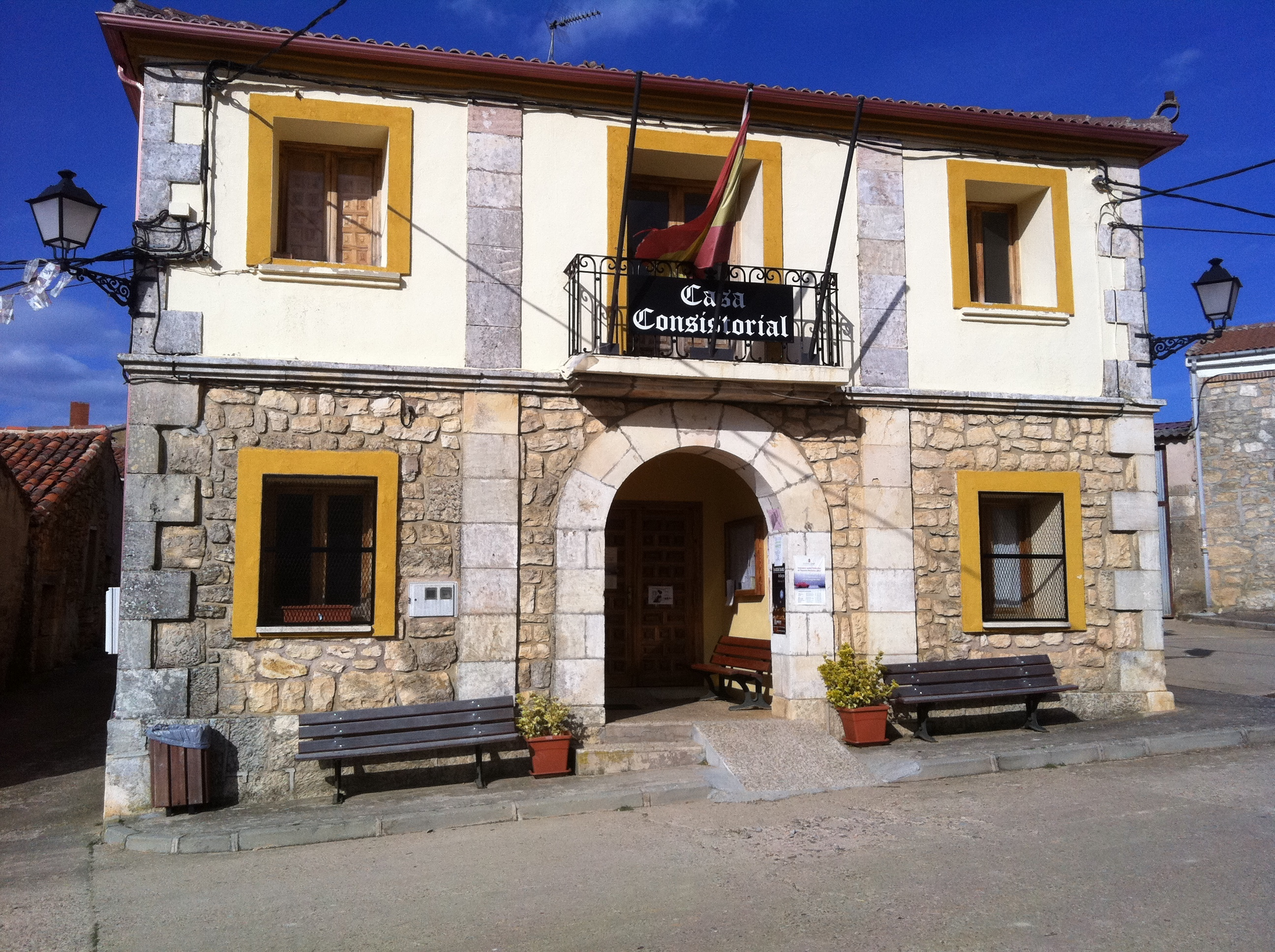
Casa consistorial

- Iglesia parroquial: imitación a románico, con restos góticos y pila bautismal del siglo XII.
- Casa Consistorial
- Fuente de San Clemente

## Cultura

### Fiestas
29 de septiembre - San Miguel Arcángel

### Gastronomía
Lo más destacado de la gastronomía de la zona son las alubias rojas, la caza, las setas en temporada y el asado de cordero. También cuenta con un mesón especializado en jamón y embutido ibérico.

### Instalaciones deportivas
Pista polideportiva descubierta para frontón, fútbol sala y baloncesto. Bolera.